# Jaskółki i Amazonki
Jaskółki i Amazonki (tytuł oryginalny Swallows and Amazons) – powieść przygodowa dla dzieci i młodzieży brytyjskiego pisarza Arthura Ransome’a z 1930 roku, wydania polskie w 1946 (Spółdzielnia Wydawnicza „Książka”, Łódź) oraz w 1975 ("Nasza Księgarnia", Warszawa). Powieść rozpoczyna trzynastotomowy cykl zwany także "Jaskółki i Amazonki", z którego po polsku wydano trzy pierwsze części. Akcja powieści rozgrywa się latem 1929 lub 1930 w angielskiej Krainie Jezior, a przygody nastoletnich bohaterów rozgrywają się na tle żeglarstwa, wędkarstwa i biwakowania. Książka jest pochwałą zaradności i samodzielności oraz aktywnego spędzania wakacji w kontakcie z przyrodą.

## Fabuła
Rodzeństwo Walkerów: Janek, Zuzia, Titty i Roger, spędzają wakacje z matką (zwaną Mateczką) w farmie nad jeziorem (nie określonym z nazwy, wzorowane na autentycznych jeziorach Windermere i Coniston). Ich ojciec jest oficerem Royal Navy i przebywa w dalekim rejsie. Walkerowie mają do dyspozycji małą żaglówkę, którą nazwali "Jaskółką". Kusi ich wyspa na jeziorze i postanawiają na niej zamieszkać. Po telegraficznej akceptacji ze strony ojca, matka także wyraża zgodę i rodzeństwo zamieszkuje na wyspie w namiotach, wcielając się w role angielskich żeglarzy z czasów Wielkich Odkryć Geograficznych. Eksplorują jezioro, jego liczne wyspy i zatoki, łowią ryby, sporządzają mapę okolicy, nadają miejscom własne nazwy, poznają okolicznych mieszkańców, w tym węglarzy wypalających węgiel drzewny.
Pewnego dnia spostrzegają na jeziorze żaglówkę podobną do ich własnej, którą pływa dwoje dziewcząt z piracką banderą. Jest to "Amazonka", żaglówka sióstr Blackett - Nancy i Peggy. „Amazonki” mieszkają na pobliskiej farmie nad jeziorem i uważają wyspę (którą nazywają Wyspą Żbika) za swoją. Konflikt o wyspę szybko jednak przeradza się w przyjaźń. Rodzeństwa postanawiają jednak stoczyć ze sobą "wojnę morską", która ma polegać na zdobyciu żaglówki drugiej strony. Oba rodzeństwa podejmują tu niebezpieczny pomysł żeglowania w nocy, co jednak kończy się szczęśliwie. Później Walkerowie i siostry Blackett do końca wakacji razem biwakują na wyspie.
Jednocześnie rozgrywa się drugi wątek związany z osobą Jima Turnera, zwanego przez dzieci "Kapitanem Flintem"  Jest to wuj „Amazonek”, doświadczony podróżnik i żeglarz (porte-parole samego autora), który spędza lato na łodzi mieszkalnej pisząc książkę. Odnosi się on do "Jaskółek" nieprzyjaźnie, najpierw posądza je wandalizm (podłożenie petardy na jego łodzi), a potem gdy jego łódź zostaje splądrowana przez włamywaczy, posądza „Jaskółki” o tę kradzież. Rodzeństwo Walkerów z pomocą sióstr Blackett próbuje mu wytłumaczyć swą niewinność, a następnie pomaga w odzyskaniu skradzionej walizki z maszynopisem książki.

## Bohaterowie
- Janek Walker (w oryginale: John Walker),kapitan „Jaskółki” najstarszy z rodzeństwa, odpowiedzialny i rozważny, zapalony żeglarz. Wiek nie sprecyzowany przez autora, prawdopodobnie około 14 lat.
- Zuzia Walker (Susan Walker), porucznik (pierwszy oficer) „Jaskółki”, odpowiedzialna i opiekuńcza siostra młodszego rodzeństwa, zajmuje się gotowaniem i gospodarowaniem, ale także dobrze żegluje
- Titty Walker, starszy marynarz „Jaskółki”, dziewczynka o rozbudzonej imaginacji, inspiratorka ubierania wszystkich działań dzieci w fabuły
- Roger Walker, chłopiec okrętowy „Jaskółki”, 7 lat
- Nancy Blackett, kapitan „Amazonki”, dziewczyna typu "chłopczycy", odważna i wysportowana, świetnie żegluje, imponując nawet Jankowi.
- Peggy Blackett, porucznik „Amazonki”, bardziej gadatliwa i mniej odważna, próbuje nadążać za starszą siostrą
- Jim Turner "Kapitan Flint", wuj „Amazonek” (brat ich matki), doświadczony żeglarz i podróżnik. Dzieci nadały mu przezwisko od postaci z powieści Wyspa Skarbów Roberta Louisa Stevensona